# مزار شعرا
مزار شعرا (کشمیری: मज़ार-ए-शायरा (Devanagari), مزارِ شُعاراء (Nastaleeq)) گورستانی در سرینگر، جامو و کشمیر، هند است که در زمان گورکانیان هند احداث شد. اکبرشاه دستور ساخت این گورستان را جهت دفن شعرا و اهل قلم داد. گفته می‌شود پنج شاعر ایرانی در این گورستان دفن شده‌اند. حکیم مسیح الزمان ابوالفتح گیلانی (متوفی ۹۹۵ هجری)، حاج محمد جان قدسی مشهدی (متوفی ۱۰۵۵ هجری)، محمد قلی سلیم تهرانی (متوفی ۱۰۵۷ هجری)، میرزا ابوطالب کلیم کاشانی همدانی (متوفی ۱۰۶۱ هجری)، ملاطغرای مشهدی متخلص به شیفته وطغرا و قاضی ابوالقاسم مشهور به قاضی زاده. اولین شخصی که در آنجا دفن شد، ابوالفتح گیلانی بود که به دستور اکبر شاه برای او بارگاهی در آنجا ساخته شد. امروزه تنها آثار سه سنگ قبر در آنجا دیده می‌شود و قسمت زیادی از آن با خار و گیاهان پوشیده شده‌است.